# Воробйовка (Унецький район)
Воробйовка (рос. Воробьевка) — присілок в Унецькому районі Брянської області Російської Федерації.
Населення становить 114 осіб. Входить до складу муніципального утворення Унецьке міське поселення.

## Історія
Населений пункт розташований на території українського етнічного та культурного краю Стародубщина.
Від 2005 року входить до складу муніципального утворення Унецьке міське поселення.

## Населення
| 2010 | 2013 |
| ---- | ---- |
| 119  | ↘114 |